# Aegolius
Aegolius é um gênero de aves da família Strigidae.
As seguintes espécies são reconhecidas:
- Aegolius funereus (Linnaeus, 1758)
- Aegolius acadicus (Gmelin, JF, 1788)
- †Aegolius gradyi Olson, 2012
- Aegolius ridgwayi (Alfaro, 1905)
- Aegolius harrisii (Cassin, 1849)